# Danubia Czerniowce
Danubia Czerniowce (niem. Fußballklub Danubia Czernowitz) – rumuński klub piłkarski z siedzibą w Czerniowcach, założony wiosną 1909 przez mniejszość niemiecką, w 1910 wspólnie z IFC Czerniowce utworzył BASK Czerniowce, który został rozwiązany w 1928 roku.

## Historia
Piłkarska drużyna Danubia Czernowitz (międzynarodowy klub piłkarski) została założona w Czerniowcach wiosną 1909 roku przez miejscową niemiecką społeczność. Danubia z łacińskiego oznacza Dunaj.
27 maja 1910 roku połączył się z IFC Czerniowce (założony również wiosną 1909), tworząc klub BASK Czerniowce (BASK z niem. Bukowinaer Allgemeiner Sport Klub - Bukowiński Ogólnosportowy Klub), którego nazwa w języku rumuńskim ("Societatea Generală de Sport Cernăuți") została zachowana. Do BASK-u dołączyła Sarmatia Czerniowce w 1910 roku, ale w 1912 roku odeszła z nową nazwą Dorostor Sokoły, który w 1919 otrzymał nazwę Polonia Czerniowce.
W czerwcu 1928 roku BASK został rozwiązany.